# Shlomtzion (parti politique)
Pour les articles homonymes, voir Shlomtzion.
Le Shlomtzion (hébreu : שלומציון, contraction de Shalom-Zion, ou Paix-Sion) était un parti politique israélien éphémère. Fondé par Ariel Sharon en 1977, avant les élections législatives se tenant cette année, il fusionna au sein du Likoud dès le début de la session parlementaire.

## Histoire
Lors des années 1940 et 1950, Ariel Sharon soutenait le Mapaï, parti de gauche dominant la vie politique israélienne et prédécesseur du Parti travailliste moderne. Cependant, il fut l'un des instruments de la fondation du Likoud en juillet 1973 en unifiant la plupart des partis de droite du pays : le Gahal, le Centre libre, la Liste nationale et le Mouvement pour un Grand Israël. Ariel Sharon fut élu à la Knesset en 1973 sur la liste du Likoud, mais démissionna de son mandat un peu moins d'un an après.
De juin 1975 à mars 1976, Ariel Sharon fut conseiller du Premier ministre Yitzhak Rabin, de l'Alignement. Cependant, les élections législatives de 1977 se profilant, Ariel Sharon essaya de revenir au Likoud et de remplacer Menahem Begin à la tête du parti. Il suggéra à Simkha Erlikh, qui dirigeait la faction Parti libéral au sein du Likoud, qu'il était mieux placé que Menahem Begin pour remporter les élections, mais il fut désavoué. À la suite de cette déconvenue, il essaya de rejoindre l'Alignement, puis le Dash, mais fut rejeté les deux fois.
Après ce triple refus, Ariel Sharon se résolut à former son propre parti, le Shlomtzion. Ce nouveau parti obtint deux sièges lors d l'élection, occupés par Ariel Sharon et Yitzhak Yitzhaky. Cependant, le parti cessa d'exister lorsqu'il fusionna au sein du Likoud le 5 juillet 1977, et Ariel Sharon fut nommé ministre de l'Agriculture. En 1980, Yitzhak Yitzhaky quitta le Likoud pour fonder Un Israël.